# بندر سفلی
بندر سفلی، روستایی در دهستان روداب غربی بخش بروات شهرستان بم در استان کرمان ایران است.

## موقعیت
این روستا در ۳۲ کیلومتری جنوب شهرستان بم و ۱۷ کیلومتری غرب روستای قطب آباد قرار گرفته است. این روستا از سمت غرب به کوه های جبال بارز محدود می شود. ارتفاع این روستا از سطح دریا ۱۷۰۰ متر می باشد.

## آب و هوا
این روستا به دلیل ارتفاع ۱۷۰۰ متری از سطح دریا و مجاورت با شهرستان بم و کویر لوت در تابستان ها آب و هوایی معتدل و دلچسب و در زمستان ها آب و هوایی سرد و خشک را دارد.

## کشاورزی و دامداری
عمده محصولات کشاورزی این روستا زردآلو ، شلغم و صیفی جات است. شلغم این روستا در منطقه شهرت خیلی خوبی دارد. همچنین به دلیل آب و هوای خوب و مراتع همیشه سرسبز این روستا مردم این روستا به نگهداری و پرورش گاو و گوسفند مشغول هستند.

## جمعیت
بر پایه سرشماری عمومی نفوس و مسکن در سال ۱۳۹۵، جمعیت این روستا برابر با ۲۷ نفر (۸ خانوار) بوده‌است.